# Поляна (Перемышльский район)
Поля́на — деревня в Перемышльском районе Калужской области, в составе муниципального образования Сельское поселение «Село Перемышль».

## География
Расположена на федеральной автодороге Р-92, на южном берегу Хохловского озера, по юго-западным границам деревни Хохловки, в одном километре от районного центра — села Перемышль.

## Население
| 2002 | 2010 |
| ---- | ---- |
| 397  | ↘390 |

## История
В атласе Калужского наместничества, изданного в 1782 году, — Поляна обозначена на карте как деревня Перемышльского уезда.

Деревни Поляна, Хохловка, Жешкова Экономического ведомства, что прежде были Николаевскаго монастыря с выделенной церковной землею в двух местах к прежде бывшему Девичью монастырю, […] озера безымянного по левых сторонах, крестьяне на положенном оброке.— Описания и алфавиты к Калужскому атласу
В 1858 году деревня (каз.) Поляны 1-го стана Перемышльского уезда, при безымянном озере, 131 дворе и 999 жителях — по левую сторону почтового Киевского тракта. Имелось собственное Сельское училище.
К 1914 году Поляна — деревня, Полянской волости Перемышльского уезда Калужской губернии. В 1913 году население 1 406 человек. Имелась собственная министерская школа.
В годы Великой Отечественной войны деревня была оккупирована войсками Нацистской Германии с 9 октября по 24 декабря 1941 года. Освобождена в ходе Калужской наступательной операции частями 217-й стрелковой дивизии 50-й армии генерал-лейтенанта И. В. Болдина.

## Объекты историко-культурного наследия
Памятник землякам, погибшим в годы Великой Отечественной войны. Расположен в центре деревни.